# Thamaraikulam
Thamaraikulam là một thị xã panchayat của quận Theni thuộc bang Tamil Nadu, Ấn Độ.

## Nhân khẩu
Theo điều tra dân số năm 2001 của Ấn Độ, Thamaraikulam có dân số 10.264 người. Phái nam chiếm 51% tổng số dân và phái nữ chiếm 49%. Thamaraikulam có tỷ lệ 66% biết đọc biết viết, cao hơn tỷ lệ trung bình toàn quốc là 59,5%: tỷ lệ cho phái nam là 73%, và tỷ lệ cho phái nữ là 59%. Tại Thamaraikulam, 13% dân số nhỏ hơn 6 tuổi.